# 264150 Dolops
264150 Dolops è un asteroide troiano di Giove del campo greco. Scoperto nel 2009, presenta un'orbita caratterizzata da un semiasse maggiore pari a 5,1641556 UA e da un'eccentricità di 0,1065764, inclinata di 4,27952° rispetto all'eclittica.
L'asteroide è dedicato a Dolope, guerriero greco.